# Teledapus hospes
Teledapus hospes är en skalbaggsart som beskrevs av Holzschuh 1999. Teledapus hospes ingår i släktet Teledapus och familjen långhorningar. Inga underarter finns listade i Catalogue of Life.